# Ronald Bailey
Ronald Bailey (San Antonio, Texas, 23 de novembre de 1953) és el director científic de la revista Reason Magazine. Estudià filosofia i economia a la Universitat de Virgínia.
Ha treballat com economista i com a productor de televisió a més de col·laborar a The Wall Street Journal i The Washington Post entre d'altres.
S'ha descrit a ell mateix com un llibertari del transhumanisme. S'ha mostrat crític amb la teoria de l'escalfament global.